# Provincia de Moquegua

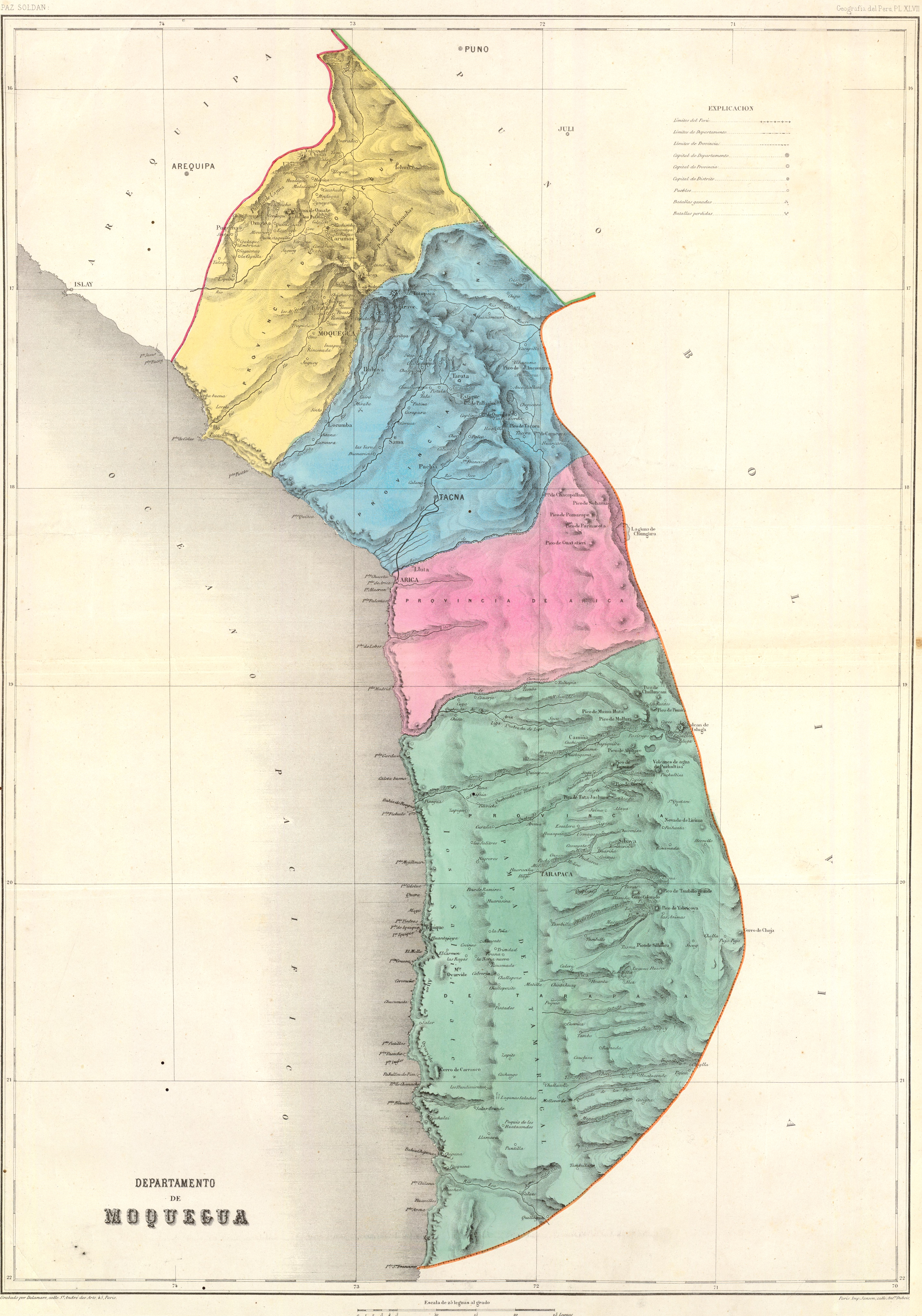
Moquegua hacia 1865.

La Provincia de Moquegua fue una antigua división territorial del Perú, existente entre 1823 y 1936. 
- Se creó en 1823, como parte del Departamento de Arequipa.
- En 1853, se crea el Departamento de Moquegua, con las provincias de Moquegua, Tacna, Arica y Tarapacá.
- En 1875, se crea la Provincia Litoral de Moquegua, con capital en la ciudad de Moquegua. El Departamento de Moquegua, pasa a denominarse Departamento Tacna.
- En 1884, se crea, a partir de la Provincia Litoral de Moquegua, el Departamento de Moquegua, con las provincias de Moquegua (capital: Moquegua), Puquina (capital:Omate) y Tarata (capital:Tarata).
- En 1936, con la Ley N° 8230, se crea el Departamento de Moquegua, con las provincias Mariscal Nieto (Capital: Moquegua) y General Sánchez Cerro (capital : Omate).

## Capital
La capital de esta provincia era la ciudad de Moquegua.

## División política
En 1884, esta provincia se divide en los siguientes distritos.
- Moquegua,
- Torata,
- Carumas,
- Ilo,

En 1894, se crea el siguiente distrito:
- Samegua